# Ослятко Джуліен
«Ослятко Джуліен» (англ. Julien Donkey-Boy) — другий художній фільм незалежного американського режисера, актора та сценариста Гармоні Корайна, знятий у 1999 році. Світова прем'єра стрічки відбулася 7 вересня 1999 року на Венеційському кінофестивалі.

## Сюжет
Виловлені хаотичною камерою гротескові фрагменти життя шизоїдної сім'ї: чудасії батька, вагітної доньки та двох братів.

## У ролях
- Юен Бремнер — Джуліен
- Браян Фіск — Хлопчик-ставок
- Хлоя Севіньї — Перл
- Вернер Герцоґ - Батько
- Джойс Корайн - Бабуся
- Еван Нюмен - Кріс

## Нагороди і номінації
Загалом стрічка отримала 3 нагороди і 4 номінації, зокрема:
- нагорода ADF - спеціальна відзнака за операторську роботу (Ентоні Дод Ментл) на Міжнародному кінофестивалі незалежного кіно в Буенос-Айресі
- нагорода за найкращу акторську роботу (Юен Бремнер) на Міжнародному кінофестивалі незалежного кіно в Буенос-Айресі
- нагорода за найкращу художню режисуру (Гармоні Корайн) на Міжнародному кінофестивалі в Хіхоні
- номінація на Ґран-прі Астурія за найкращий художній фільм (Гармоні Корайн) на Міжнародному кінофестивалі в Хіхоні
- номінація на «Бронзового коня» на Кінофестивалі в Стокгольмі
- номінація на Independent Spirit Award у категоріях «Найкращий оператор» (Ентоні Дод Ментл) і «Найкращий режисер» (Гармоні Корайн)

## Цікаві факти
- Фільм є шостим, що був відзнятий у рамках руху «Догма 95»